# Clément d'Osimo
Clément d'Osimo est un moine augustin, né à une date inconnue à Sant'Elpidio a Mare (ou à Osimo) dans les Marches et mort le 9 avril 1291 à Orvieto en Ombrie.
Il a été un des membres réformateurs de l’ordre des Augustins, dès ses premières années d’existence.
Il est vénéré comme saint par l'Église catholique.

## Biographie
Dans sa jeunesse, Clément entre chez les Ermites de saint Augustin dont il deviendra général de l'Ordre. Il dirigea si habilement ce dernier qu'il fut considéré comme le second fondateur.
Clément est connu comme réformateur de l'ordre des Augustins (l’un des trois ordres mendiants après les Franciscains et les Dominicains), qu'il dirigea par trois fois et en fut prieur général au cours des débuts de l'histoire de l'ordre.
Il remit en vigueur, avec un grand sens de la diplomatie, la discipline régulière et sa conspiration incessante pour les âmes du purgatoire lui inspira d'établir dans son ordre deux anniversaires solennels chaque année pour les fidèles défunts.

Le père Agostino Trapè de Montegiorgio, prieur général de l'ordre des Augustins, considère le bienheureux Clément comme celui qui a apporté la Sainte Épine en Italie en en faisant don, selon la tradition, à la communauté augustinienne de Sant'Elpidio et comme le personnage qui a caractérisé la phase d'organisation de l'Ordre après la « grande union » de 1256. 
Le père Trapé ajoute qu'« il a travaillé sans relâche pour donner à l'unité déjà réalisée une base législative stable et durable, en préparant les Constitutions, les premières de l'Ordre (...) ; il a appelé avec insistance l'attention sur la pauvreté comme base de la vie communautaire, a favorisé la fondation des monastères féminins, promulgua l'Ordinarium cérémonial (...) ; finalement il fut un exemple pour tous par sa sainteté et de la puissance de ses miracles. (...) il n'est donc pas étonnant que l'Ordre ait conservé une estime et une vénération particulières envers ce Saint-Père et qu'il a jalousement conservé ses reliques au milieu des vicissitudes alternées du temps. »
L'estime qui finit par l'entourer lui amena un pénitent de renom en la personne de Boniface VIII qui le prit pour son confesseur.

## Culte
Le pape Clément XIII confirma son culte en 1761 .

Le saint est commémoré le 8 avril :

À Orvieto en Ombrie, Saint Clément d’Osimo, prêtre de l’ordre des Érémites de saint Augustin, qui conduisit et promut effectivement l’ordre et en réforma avec sagesse les lois.
(Martyrologe romain)